# Karanganyar (Cililin)
Karanganyar is een bestuurslaag in het regentschap Bandung Barat van de provincie West-Java, Indonesië. Karanganyar telt 6165 inwoners (volkstelling 2010).